# Beddomeia wilmotensis
Beddomeia wilmotensis é uma espécie de gastrópode  da família Hydrobiidae.
É endémica da Austrália.